# Phyllis Lambert
Phyllis Barbara Lambert, nata Bronfman (Montreal, 24 gennaio 1927), è un architetto canadese, vincitore del Leone d'oro alla 14ª Biennale di Architettura di Venezia e nel 2016 insignito del premio Wolf per le arti.

## Riconoscimenti
- Dottorato onorario di Belle Arti in Architettura presso la Pratt Institute (1990)
- Medaglia d'oro del Royal Architectural Institute of Canada (1991)
- Premio Adriano del World Monuments Fund (1997)
- Premio Vincent Scully del National Building Museum (2006)
- Leone d'oro alla Biennale di Architettura di Venezia (2014)
- Wolf Prize (2016)